# The Wailers
The Wailers sono stati un gruppo reggae/rocksteady giamaicano. Il primo nome della band era "The Wailing Wailers", quand'ancora suonavano ska e rocksteady, agli albori della musica giamaicana, traendo ispirazione dagli Skatalites, orchestra skajazz di Kingston dove spiccava la figura del trombonista Don Drummond. Successivamente hanno portato al successo la musica reggae.

## Storia

### Gli esordi (1962 - 1964)

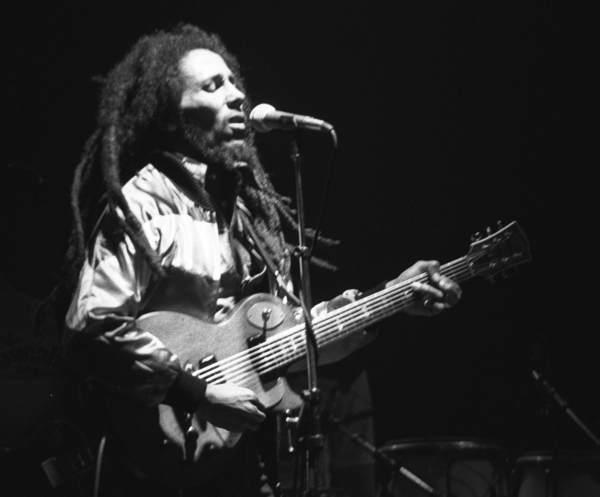
Bob Marley nel 1980

I Wailers lavorarono coi maggiori produttori dell'isola, da Coxsone Dodd a Lee Scratch Perry, con cui raffinarono il loro stile. Si narra che la prima canzone incisa con il nome di The Wailers fu registrata al mattino, incisa al pomeriggio e "pompata" la sera nei sound system di Mr. Dodd: la canzone era Simmer Down, un invito alla calma e alla tranquillità in un ambiente come la Giamaica post-indipendentista, tutt'altro che calma e tranquilla.
Sempre la leggenda vuole i Wailers a minacciare i gestori di una radio giamaicana perché i britannici, che gestivano comunque ancora tutto l'apparato radiofonico sull'isola, consideravano i Wailers pericolosi perché le loro canzoni risvegliavano l'anima rivoluzionaria della gente del ghetto.

### L'incontro con Lee "Scratch" Perry
Quando i Wailers incontrarono Lee "Scratch" Perry avevano già cambiato ritmo, convertendosi al reggae, ritmo anch'esso di derivazione ska, ma molto più lento, secondo la leggenda proposto per la prima volta da Toots & the Maytals con la canzone Do the reggay.
Dalla collaborazione tra Perry e i Wailers nacquero canzoni come la mitica Soul Rebel. In questo periodo iniziano a far parte della band musicisti del calibro dei fratelli Carlton Barret e Aston "Family Man" Barrett, già rispettivamente batterista e bassista degli Upsetters.

### Il successo e gli anni alla Island (1965 - 1974)

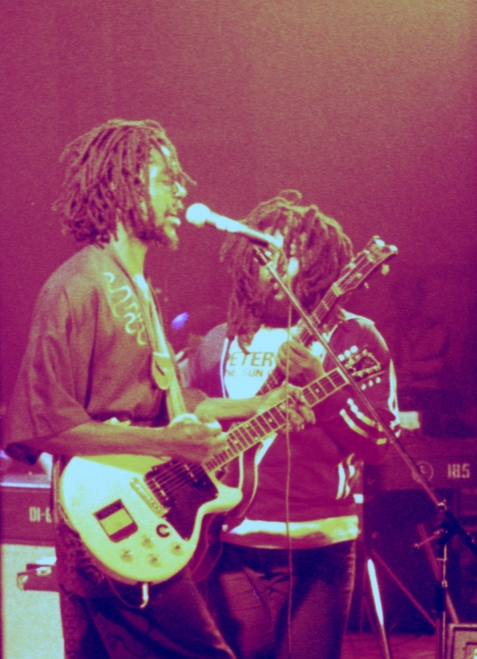
Peter Tosh nel 1978

Il primo straniero ad investire su di loro fu Chris Blackwell, proprietario della Island Records, che li scritturò come rock band giamaicana e che "sporcò" il loro sound, inserendo organi e chitarre elettriche vagamente distorte, elementi che adesso sono diventati tipici del reggae. Insomma modificò qualcosa per poterli inserire nel mercato internazionale del rock, l'unico che sarebbe stato in grado di "accettarli".
Il primo album prodotto dalla Island è Catch a Fire e infatti l'inizio di Concrete Jungle, la prima canzone dell'album, è un tipico inizio rock anni settanta, con chitarre o organi che si intersecano fino al passaggio di Carlton Barrett alla batteria che ci introduce in una nuova epopea della musica. Il successo di questo album fu modesto. Per questo Blackwell mandò in Giamaica un'inviata della Island per seguirli da vicino nella stesura del loro nuovo album. Non volevano sprecare tale potenziale.
L'album che uscì fu poi Burnin', disco di discreto successo. Dopo quest'album il trio Marley-Tosh-Livingston (Bunny Wailer) si separò: c'è chi sostiene che fosse per via della troppa importanza data dal pubblico a Bob Marley, c'è chi dice che sia stato per divergenza di obiettivi, chi per paura da parte di Tosh e Livingston di uscire dall'isola.

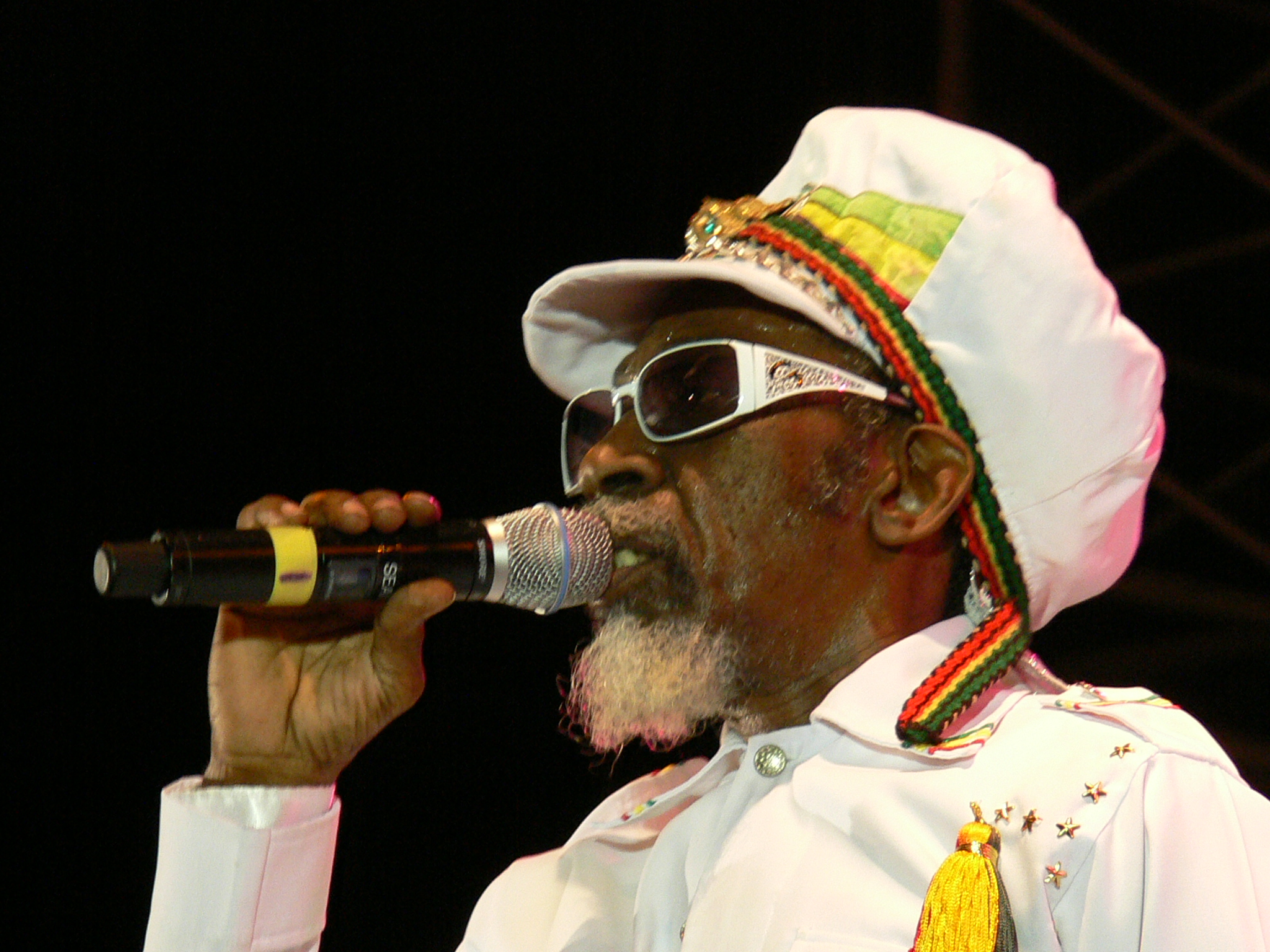
Bunny Wailer nel 2008

### Bob Marley & The Wailers (1974 - 1981)
Da quel momento si comincia a parlare di nuovo di Bob Marley & The Wailers. Il primo album è Natty Dread, contenente No Woman, No Cry, primo disco con le I-Threes, gruppo femminile fondato da Rita Marley, che facevano da band di supporto ai Wailers ed allo stesso tempo ne erano un sottoinsieme. Col passare del tempo il nome Wailers viene "declassato" e nel pronunciarlo si pensa a quei musicisti che lavorarono con Marley da lì alla fine dei suoi giorni.

### Gli anni successivi
I Wailers continuarono a esibirsi in memoria del loro leader scomparso, guidati dall'ultimo membro originario della band rimasto attivo, il bassista Aston Barrett, che morì il 3 febbraio 2024. Barrett aveva anche suonato con alcuni dei maggiori artisti reggae odierni, come per esempio Alpha Blondy, nonché negli album di Peter Tosh e di vari suoi colleghi giamaicani.

## Componenti e collaboratori
Componenti storici degli Wailers
- Peter Tosh – chitarre, tastiere, voce (1963–1974)
- Bunny Wailer – percussioni, voce (1963–1974)
- Bob Marley – chitarra ritmica, voce (1963–1981)

Altri membri
- Junior Braithwaite – voce (1963–1964)
- Beverley Kelso – armonie vocali, cori (1963–1965)
- Cherry Smith – armonie vocali, cori (1963–1966)
- Constantine Walker – armonie vocali, cori (1966–1967)
- Hugh Malcolm – batteria, percussioni (1967–1972)
- Aston Barrett – basso (1970–1974, come The Wailers; 1974-1981, come Bob Marley & The Wailers)
- Carlton Barrett – batteria, percussioni (1970–1974, come The Wailers; 1974-1981, come Bob Marley & The Wailers)
- Earl Lindo – tastiere (1973–1974, come The Wailers; 1974-1981, come Bob Marley & The Wailers)

Componenti solo come Bob Marley & The Wailers
- Junior Marvin – chitarra, armonie vocali (1977–1981)
- Al Anderson – chitarra (1974–1975,1978-1981)
- Alvin Patterson – percussioni (1974–1981)
- Rita Marley – cori, armonie vocali (1974–1981)
- Marcia Griffiths – cori, armonie vocali (1974–1981)
- Judy Mowatt – cori, armonie vocali (1974–1981)
- Tyrone Downie – tastiere, percussioni, armonie vocali (1976–1981)

## Discografia
The Wailers
- 1965 - The Wailing Wailers
- 1970 - Soul Rebels
- 1971 - Soul Revolution Part II
- 1971 - The Best of The Wailers
- 1973 - Catch a Fire
- 1973 - Burnin'

Bob Marley & The Wailers
- 1974 - Natty Dread
- 1976 - Rastaman Vibration
- 1977 - Exodus
- 1978 - Kaya
- 1979 - Survival
- 1980 - Uprising
- 1983 - Confrontation